# Ramularia coleosporii
Ramularia coleosporii är en svampart som beskrevs av Sacc. 1880. Ramularia coleosporii ingår i släktet Ramularia och familjen Mycosphaerellaceae.   Inga underarter finns listade i Catalogue of Life.